# Lista de freguesias extintas do Distrito de Leiria
Estão aqui maioritariamente as freguesias que foram extintas no século XIX ou 1910 e todas em 2013. 

## Século XIX ou em 1910

### Alcobaça
- Paredes

### Leiria
- Pinheiros
- São Tiago do Arrabalde

### Nazaré
- Pederneira

## Em 2013

### Alcobaça
- Alcobaça
- Alpedriz
- Cós
- Martingança
- Montes
- Pataias
- Prazeres de Aljubarrota
- São Vicente de Aljubarrota
- Vestiaria

### Alvaiázere
- Maçãs de Caminho
- Pussos
- Rego da Murta

### Ansião
- Lagarteira
- Torre de Vale de Todos

### Bombarral
- Bombarral
- Vale Covo

### Caldas da Rainha
- Coto
- Nossa Senhora do Pópulo
- Salir do Porto
- Santo Onofre
- São Gregório
- Serra do Bouro
- Tornada

### Castanheira de Pera
- Castanheira de Pera
- Coentral

### Figueiró dos Vinhos
- Bairradas
- Figueiró dos Vinhos

### Leiria
- Azoia
- Barosa
- Barreira
- Boa Vista
- Carreira
- Carvide
- Chainça
- Colmeias
- Cortes
- Leiria
- Marrazes
- Memória
- Monte Real
- Monte Redondo
- Ortigosa
- Parceiros
- Pousos
- Santa Catarina da Serra
- Santa Eufémia
- Souto da Carpalhosa

### Óbidos
- Santa Maria
- São Pedro
- Sobral da Lagoa

### Peniche
- Ajuda
- Conceição
- São Pedro

### Pombal
- Albergaria dos Doze
- Guia
- Ilha
- Mata Mourisca
- Santiago de Litém
- São Simão de Litém

### Porto de Mós
- Alcaria
- Alvados
- Arrimal
- Mendiga
- São João Batista
- São Pedro